# 도카치 지청

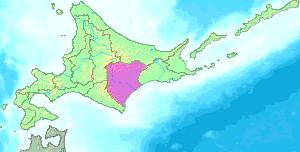
도카치 지청의 위치

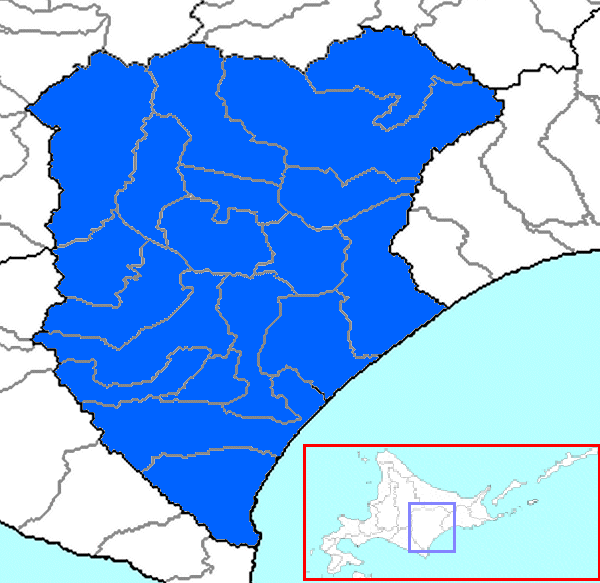
도카치 지청

도카치 지청(일본어: 十勝支庁)은 일본 홋카이도 도토 지방의 지청이다. 지청명은 도카치국에서 유래하며 지청소재지는 오비히로시이다. 2010년 4월 1일, 도카치 종합진흥국으로 개편되었다. 면적은 10,831.24km2이고, 인구는 2009년 3월 기준으로 354,147명이다.

## 역사
- 1897년 11월 - 가사이 지청을 설치했다.
- 1932년 8월 - 가사이 지청을 도카치 지정으로 개칭했다.
- 1948년 10월 20일 - 아쇼로 군 아쇼로 촌·리쿠베쓰 촌을 구시로 지청으로부터 이관했다.
- 2010년 4월 1일 - 도카치 지청을 폐지하고 도카치 종합진흥국을 설치했다.

## 인접한 지청

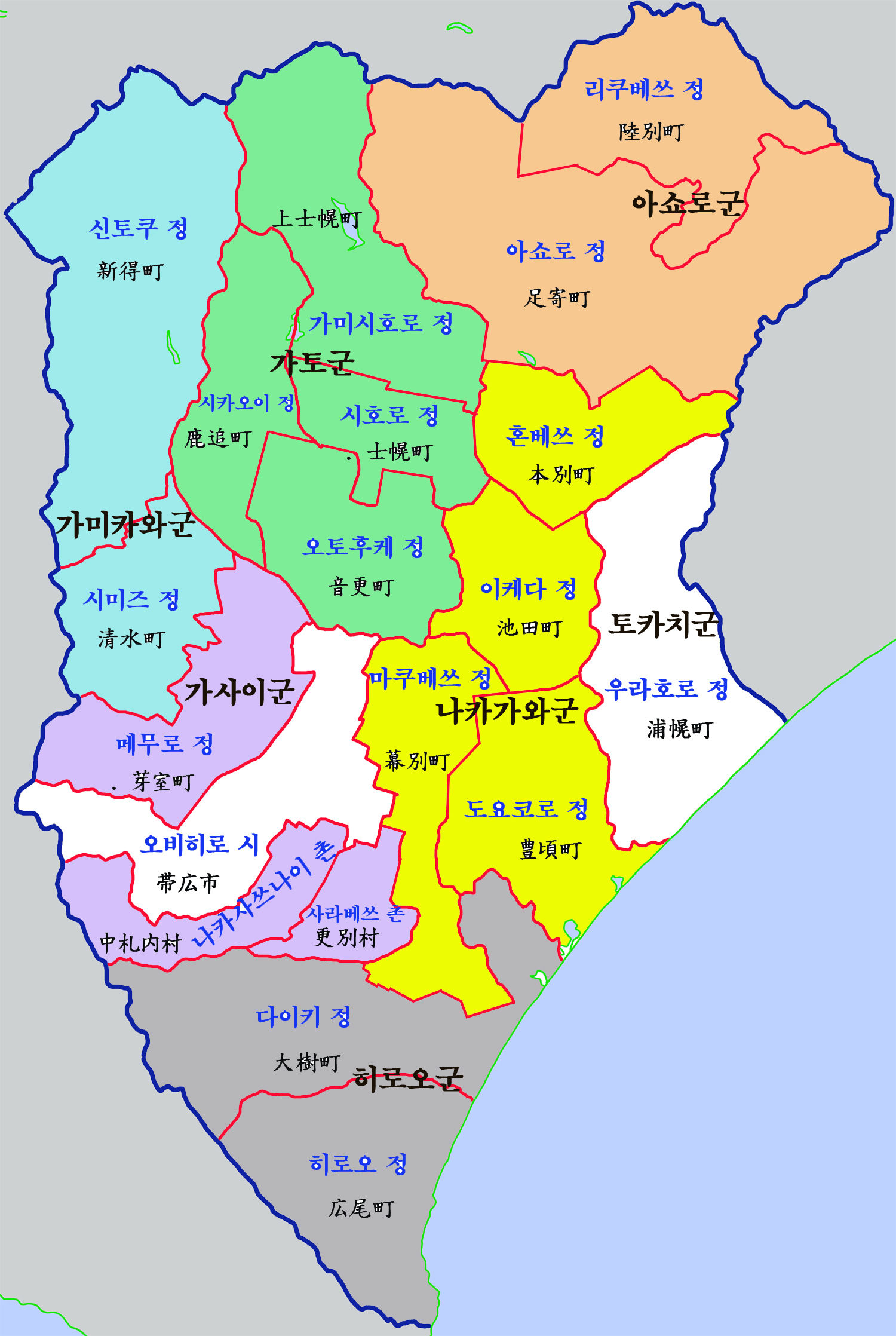
도카치 종합진흥국 행정 구역

- 히다카 지청
- 가미카와 지청
- 아바시리 지청
- 구시로 지청

## 지역
- 오비히로시
- 가미카와 군 : 시미즈정, 신토쿠정
- 가토 군 : 가미시호로정, 오토후케정, 시호로정, 시카오이정
- 가사이 군 : 메무로정, 나카사쓰나이촌, 사라베쓰촌
- 히로오 군 : 히로오정, 다이키정
- 도카치 군 : 우라호로정
- 나카가와 군 : 혼베쓰정, 이케다정, 마쿠베쓰정, 도요코로정
- 아쇼로 군 : 아쇼로정, 리쿠베쓰정

## 산업
밭농사나 낙농을 중심으로 한 농업이 매우 번성하고, 홋카이도 제일의 밭농사 지대이다. 넓은 경지에 기계를 활용한 대규모 농업이 발달해 있다. 대두, 팥, 사탕무, 감자 등의 생산지로 유수하다. 칼로리 기반의 식량자급율은 1100%( 약 400만 명분)에 이른다.